# 연남생
연남생(淵男生, 634년~679년)은 연개소문의 맏아들이며, 제2대 대막리지이다. 당나라에서는 당 고조의 휘인 ‘연’을 쓰는 것을 피해서 천남생(泉男生)이라는 이름을 사용하였다.

## 생애
《천남생묘지명》에 따르면, 요동군 평양성에서 출생했다고 한다. 연개소문이 세상을 뜨자 연남생, 연남건, 연남산, 연정토 넷이 권력 다툼을 크게 벌였다. 결국 연남생이 얼마 동안 대막리지에 올랐으나, 남건·남산이 남생의 아들 헌충(獻忠)을 죽이고, 남건이 스스로 대막리지가 되어 남생을 쳤다. 이에 남생은 패하여 국내성으로 달아나 그의 아들 헌성(獻誠)을 당나라에 보내어 항복하고 구원을 청하였다.
결국 668년, 당나라는 연남생을 앞세워 고구려를 공격하였다. 연남생은 요동 지역을 무너뜨리는 데 일조하였다. 또한 당나라 총사령관 이적과 함께 고구려 수도인 평양성을 공격한다. 연남생은 당나라로부터 작위를 하사받았다. 연남생은 안동도호부에서 머물다가 그곳에서 사망한다.

## 가계
- 증조부 : 연자유(淵子遊)
  - 조부 : 연태조(淵太祚, ?~631년 이전)
  - 조모 : 소씨(蘇氏)
    - 아버지 : 연개소문(淵蓋蘇文, ?~665년)
    - 어머니 : 고소연(高蘇淵드라마 연개소문) 실상 불명 (?~682년)
    - 숙부 : 연정토(淵淨土)
    - 고모: 연수영
      - 동생 : 연남건(淵男建, 635/638[1] ~ ?)
      - 동생 : 연남산(淵男産, 639년~701년)
        - 아들 : 연헌성(淵獻誠, 651년~692년)
        - 아들 : 연헌충(淵獻忠, 651년 이전~666년5월)

## 연남생이 등장하는 작품
- 《삼국기》(KBS, 1992년~1993년, 배우:김성효)
- 《연개소문》(SBS, 2006년~2007년, 배우:안재모, 유준상)
- 《대조영》(KBS, 2006년~2007년, 배우:임호)
- 《대왕의 꿈》(KBS, 2012년~2013년, 배우:김명현)
- 《칼과 꽃》(KBS, 2013년, 배우:노민우)

### 영화
- 《평양성》(2011년, 배우 : 윤제문)

## 같이 보기
- 연개소문
- 고구려
- 안동도호부
- 구당서